# 6,5 мм Creedmoor
6.5mm Creedmoor (6,5 Creedmoor, 6.5 CM или 6.5 CRDMR) — винтовочный патрон центрального боя, представленный компанией Hornady как модификация калибра 6.5 Каркано (Carcano) на базе патрона .308 Винчестер. 
Патрон был разработан компанией Hornady, инженерами Дейвом Эмари (Dave Emary) и Дэннисом ДеМайло (Dennis DeMille), в сотрудничестве с Creedmoore Sports. Патрон спроектирован специально для стрельбы на дальнюю дистанцию, также пригоден для охоты. Данный патрон имеет меньшую начальную скорость в сравнении с патроном 6.5-284 Norma или 6.5mm Remington Magnum. Несмотря на общую длину в 71.8 мм (2.825 дюйма), патрон применим в винтовках с коротким ходом затвора.

## Решение о разработке
Пули 6,5 мм (.264"), известные своей высокой плотностью поперечного сечения и баллистическим коэффициентом, получили распространение в соревновательной стрельбе. 6,5 Creedmoor был разработан для целевой стрельбы на дальние дистанции. Патрон имеет разумное соотношение объема гильзы (3.4 см³), площади поперечного сечения снаряда (0.3466 см²)  и длины снаряда, что обеспечивает хорошие аэродинамические и баллистические показатели. Некоторые варианты сборки патрона 6,5 Creedmoor, повторяют скорость и настильность патрона .300 Winchester Magnum, при меньшей отдаче и весе снаряда.  